# Hsisosuchus
Hsisosuchus is een geslacht van uitgestorven Crocodylomorpha. Hsisosuchus was een tamelijk basaal lid van de Crocodyliformes, maar begon al een beetje op een echte krokodil te lijken. Zijn voorouders waren de primitieve Protosuchia. De schedel vertoonde nog wat kenmerken van deze groep, maar was al vrij gestroomlijnd, wat wijst op dat Hsisosuchus misschien in het water leefde. Hsisosuchus leefde samen met de landkrokodil Junggarsuchus. Hsisosuchus had zich in lichaamsbouw van deze buur al ver verwijderd. Junggarsuchus leek op de nog basalere Protosuchia, maar was zelfs nog oorspronkelijker in vorm dan zij. Hsisosuchus stond tussen de Protosuchia en de geavanceerdere krokodillen in. Twee takken van krokodilachtigen evolueerden uit de Protosuchia: Hsisosuchus en verwanten en de Thalattosuchia. Tot de Thalattosuchia behoorden zeekrokodillen zoals Teleosaurus, Metriorhynchus en de Dakosaurus. Terwijl de Thalattosuchia in het begin van het Krijt uitstierven, leefden de verwanten van Hsisosuchus voort. Hsisosuchus was robuuster gebouwd dan de Thalattosuchia. Dit kenmerk is nu nog te zien bij de moderne krokodillen.

## Ecologie
Hsisosuchus leefde in China in het midden- en laat-Jura samen met de Junggarsuchus, de cynodont Bienotheroides, de zoetwater-pliosauriër Yuzhoupliosaurus, de vogel Anchiornis, de pterosauriërs Darwinopterus, Wukongopterus, Angustinaripterus (zie afbeelding taxbox) en Dendrorhynchoides en de dinosauriërs Gasosaurus, Yunnanosaurus, Mamenchisaurus, Huayangosaurus, Yinlong, Guanlong, Shunosaurus, Euhelopus, Tuojiangosaurus en Omeisaurus.

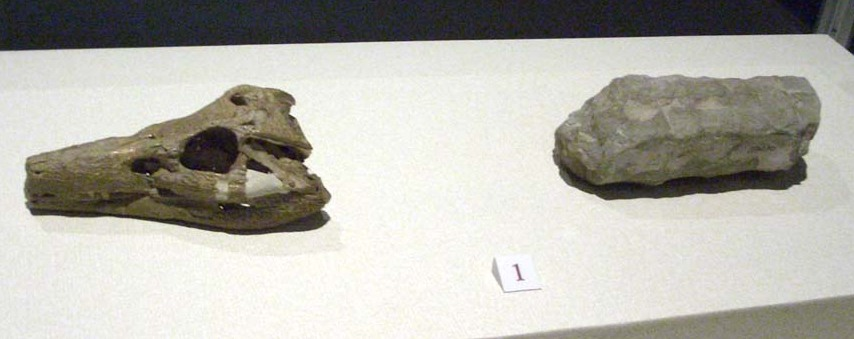
Hsisosuchus chungkingensis.
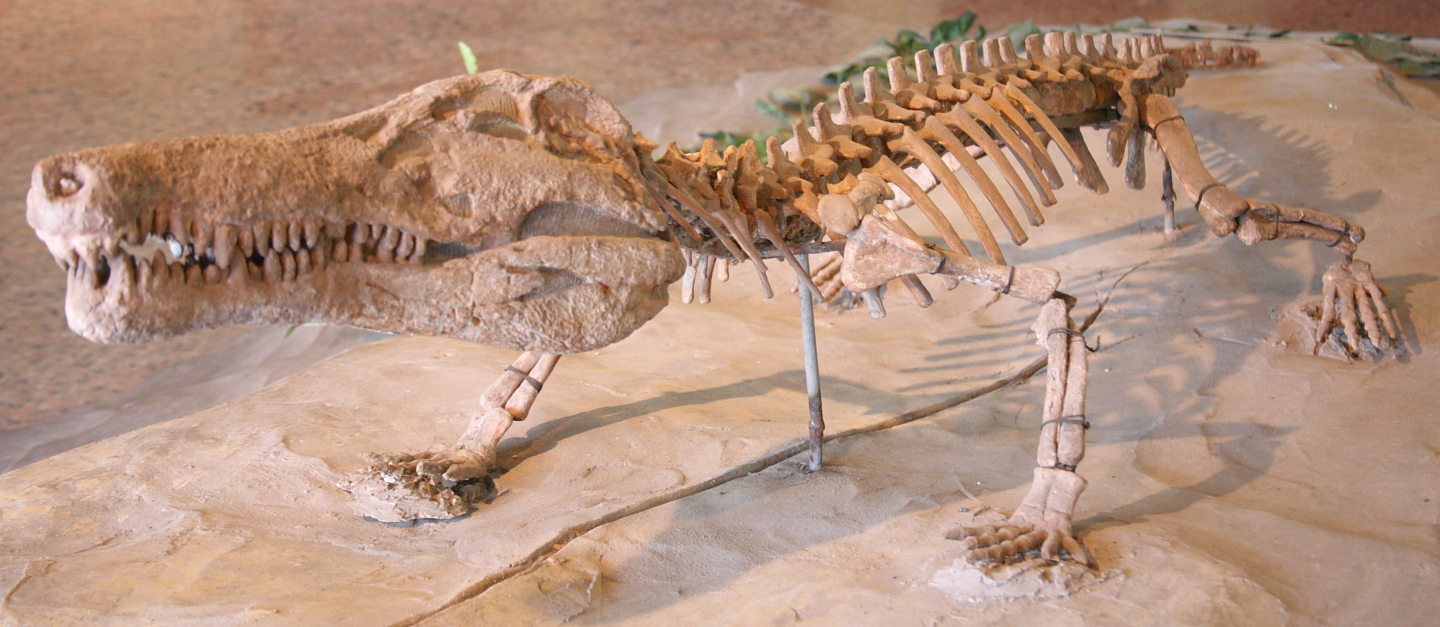
Hsisosuchus twojiangensis.
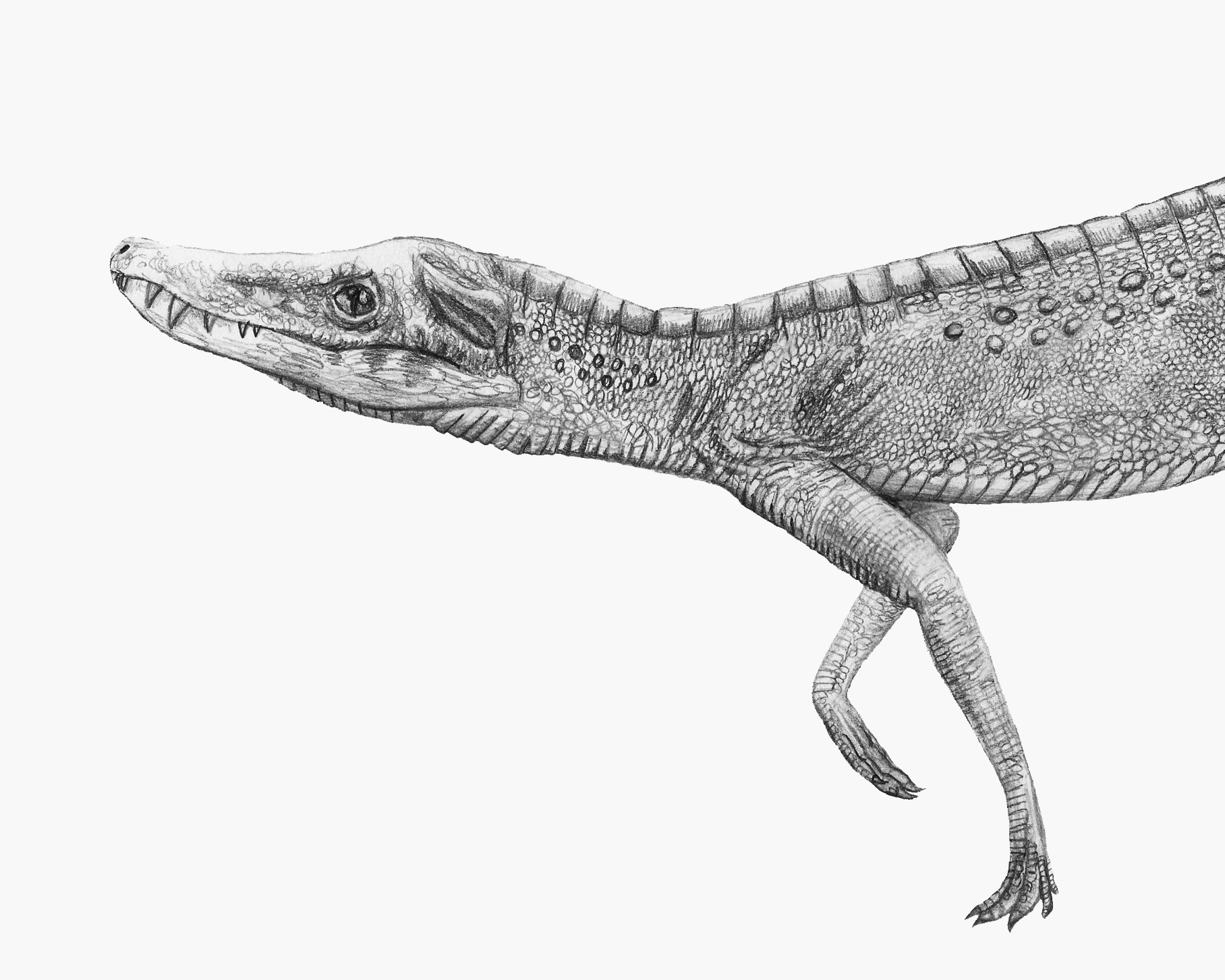
Detail van de kop van Junggarsuchus sloani